# 西丹尼斯 (麻薩諸塞州)
西丹尼斯（英語：West Dennis）是位於美國麻薩諸塞州巴恩斯特布爾縣的一個普查規定居民點。

## 人口
根據2020年美國人口普查的數據，西丹尼斯的面積為10.91平方千米，當中陸地面積為8.45平方千米，而水域面積為2.46平方千米。當地共有人口2304人，而人口密度為每平方千米211.18人。